# Lista de transmissoras da Copa Libertadores da América
Esta é a lista das emissoras de televisão que transmitem os jogos da Copa Libertadores da América em todo o mundo. A competição é assistida em mais de 180 países e é uma das mais importantes do cenário futebolístico mundial.

## Transmissões internacionais

### América do Sul

#### 2023–2026[1]
| País/Região                                                                                                  | Idioma    | Transmissor              | Grátis/Pago           |
| --- | --------- | ------------------------ | --------------------- |
| América hispânica - Argentina - Bolívia - Chile - Colômbia - Equador - Paraguai - Peru - Uruguai - Venezuela | Espanhol  | Paramount                | Grátis/Pago-Streaming |
| América hispânica - Argentina - Bolívia - Chile - Colômbia - Equador - Paraguai - Peru - Uruguai - Venezuela | Espanhol  | ESPN (incluindo Disney+) | Pago                  |
| Brasil | Português | TV Globo                 | Grátis                |
| Brasil | Português | ESPN (incluindo Disney+) | Pago                  |
| Brasil | Português | Paramount+               | Pago-Streaming        |

### Internacional
| País           | Transmissor   | Grátis/Pago | Ref.  |
| -------------- | ------------- | ----------- | ----- |
| Canadá         | BeIN Sports   | Pago        | [ 3 ] |
| Estados Unidos | BeIN Sports   | Pago        | [ 3 ] |
| Portugal       | Sport TV DAZN | Pago        |       |